# Jan van den Berghe (rederijker)
Jan van den Berghe, ook actief onder het pseudoniem Jan van Diest (†Brussel, 1559) was een Vlaams rederijker en dichter. Hij was factor van de bekende rederijkerskamers Den Boeck in Brussel en De Violieren in Antwerpen. Verschillende werken van zijn hand werden bekroond en hoewel slechts een deel van oeuvre bewaard is bleven, is het duidelijk dat Van den Berghe in zijn tijd een productief en gevierd rederijker was. Zijn bekendste werk is het kluchtspel Hanneken Leckertant.
De eerste vermelding van Van den Berghe stamt uit 1537 en is te vinden in de archieven van De Violieren, die beschrijven dat hij in dat jaar benoemd werd tot factor van de rederijkerskamer. Het eerste werk dat met waarschijnlijkheid aan Van den Berghe wordt toegeschreven is een stuk waarmee De Violieren in 1539 het Gents landjuweel wonnen. Hoewel het werk niet gesigneerd is blijkt uit geschriften dat de factor (op dat moment dus Van den Berghe) een zilveren kop ontving als beloning, wat aannemelijk maakt dat het door hem geschreven werd. Met het zeker door Van den Berghe geschreven stuk Hanneken Leckertant wonnen De Violieren in 1541 het landjuweel in Diest, dat georganiseerd werd door rederijkerskamer De Lelie.

## Werk (selectie)
- Hanneken Leckertant (1541)
- Het leenhof der ghilden (ca. 1550)
- De wellustige mensch (ca. 1551)